# Грифіно
Грифіно (пол. Gryfino, нім. Greifenhagen) — місто в північно-західній Польщі, на річці Східна Одра. Основна промисловість — деревообробка.
На 31 березня 2014 року, у місті було 21 584 жителі.

## Демографія
Демографічна структура станом на 31 березня 2011 року:
|          | Загалом | Допрацездатний вік | Працездатний вік | Постпрацездатний вік |
| -------- | ------- | ------------------ | ---------------- | -------------------- |
| Чоловіки | 10646   | 2027               | 7735             | 884                  |
| Жінки    | 11054   | 1842               | 7066             | 2146                 |
| Разом    | 21700   | 3869               | 14801            | 3030                 |

## Примітки

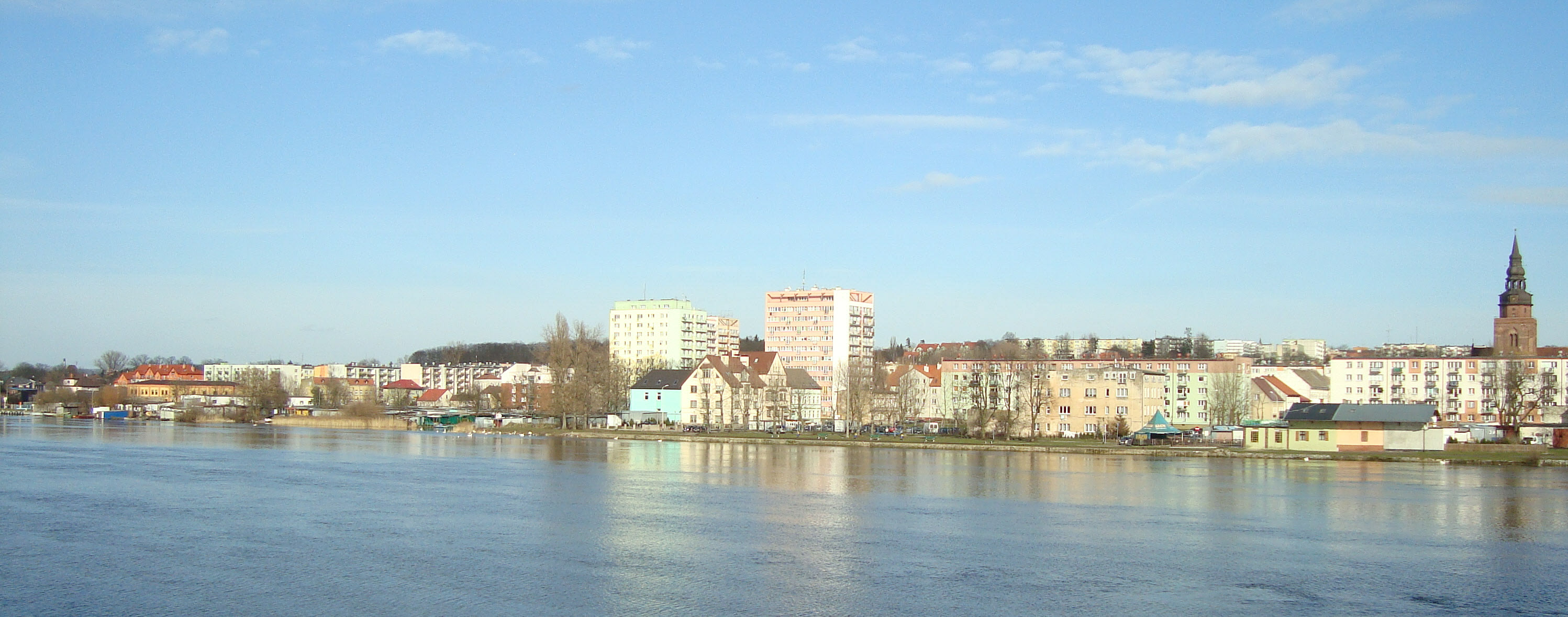
Панорама міста